# Bronto

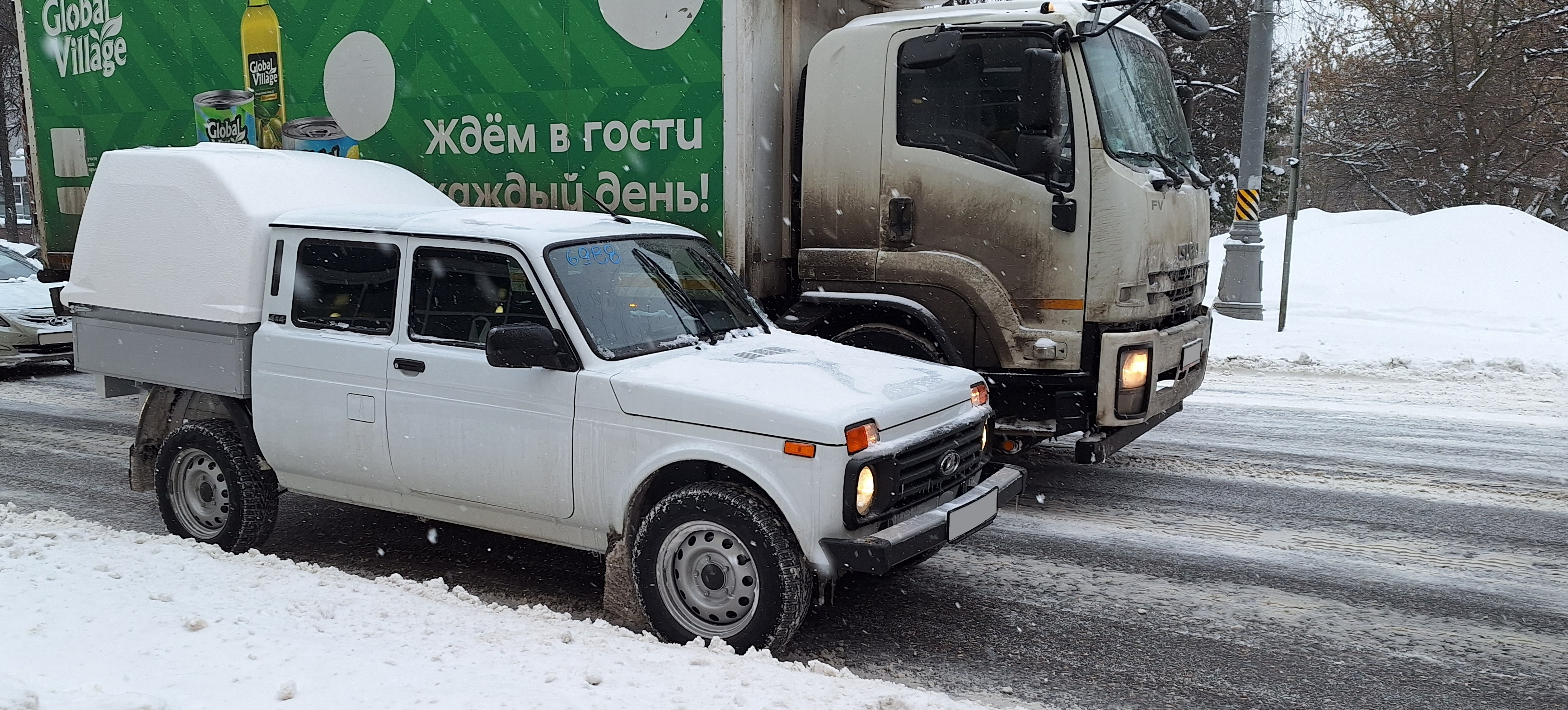
Bronto "Ryus`"

Bronto (Russisch: ПСА Бронто) is een Russische tuner van Lada's Niva. Het Bronto-gamma omvat meer dan drie modellen die alle drie op de Lada Niva zijn gebaseerd. Eén model, de Bronto VAZ-1922 Mars, wordt gekenmerkt door de enorme banden en wielen, waardoor de Marsen aan monstertrucks doen denken. Bij minimum twee modellen gaat het om meer sportievere en opvallendere versies van de Niva.

## Huidige modellen
- Bronto VAZ-1922 Mars
- Bronto VAZ-212180/82 Fora
- Bronto VAZ-212183 Landole

Abt · AC Schnitzer · Alpina · ASI · ASI Green · Brabus · Carlsson · Edo Competition · FAB-Design · Gemballa · Hamann  · Hartge · Hofele · JE Design · Koenig Specials · Lotec · Lumma · Mamerow · Mansory · Manthey · MTM · MS design · Musketier · Nothelle · Novitec · Novitec Rosso · Novitec Tridente · Roock · RS-Tuning · TechArt · VH · Zender · Mazdaspeed · Mugen · Nismo · Abbes · Madeno Racing · Mathijssen Technics · Total Car Concept · Ohlsen Developments · Königseder · O.CT Tuning GmbH · Bronto · Lada Tool · Air Design · Lingenfelter · Abbott · Autodelta · Breyton · Rinspeed · Sportec